# Chiesa di San Valentino (Curon Venosta)
La chiesa di San Valentino (in tedesco Kirche St. Valentin) è la parrocchiale patronale a San Valentino alla Muta (St. Valentin auf der Haide), frazione di Curon Venosta (Graun im Vinschgau) in Alto Adige. Appartiene al decanato di Malles della diocesi di Bolzano-Bressanone e risale al XIX secolo.

## Storia

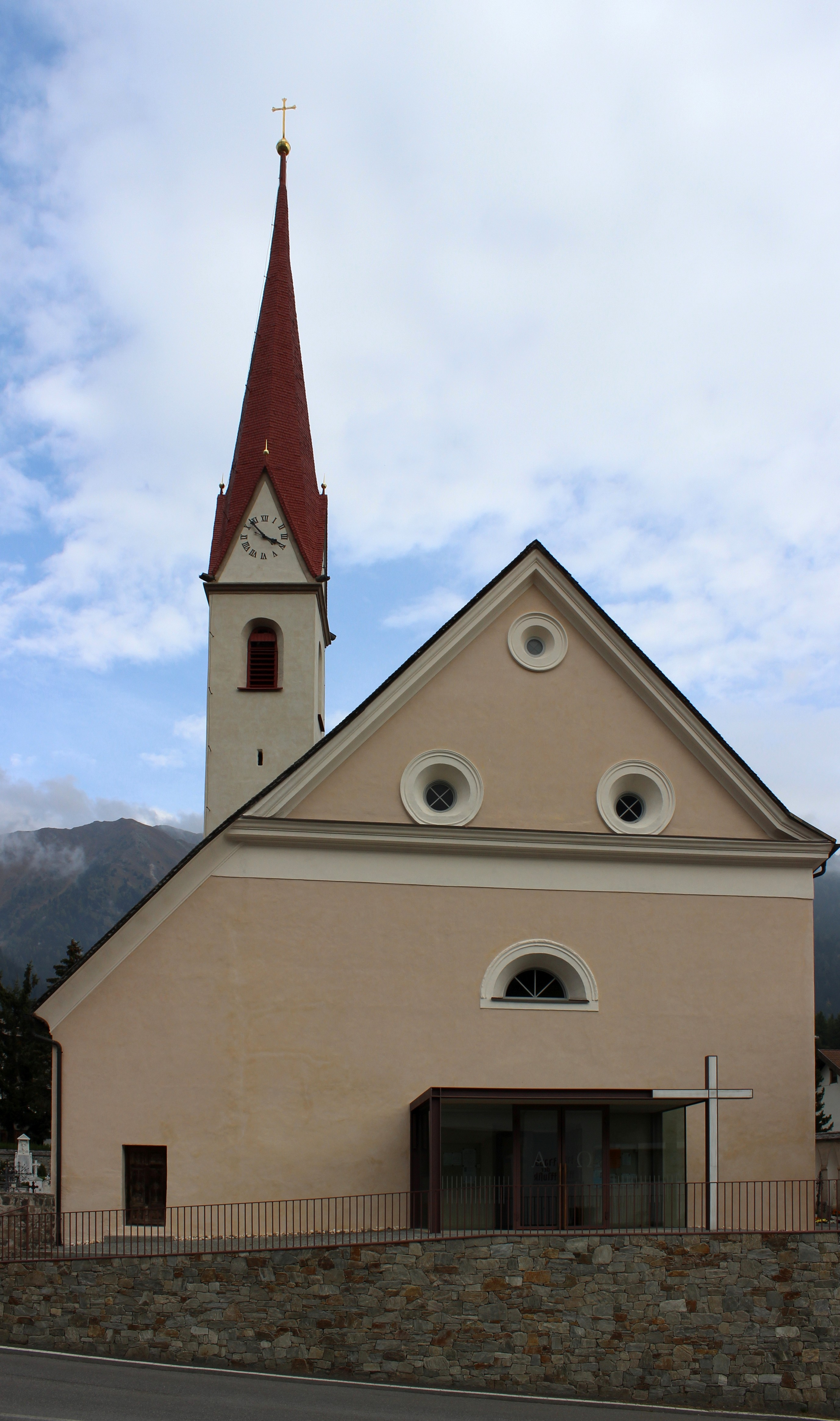
Facciata della chiesa di San Valentino

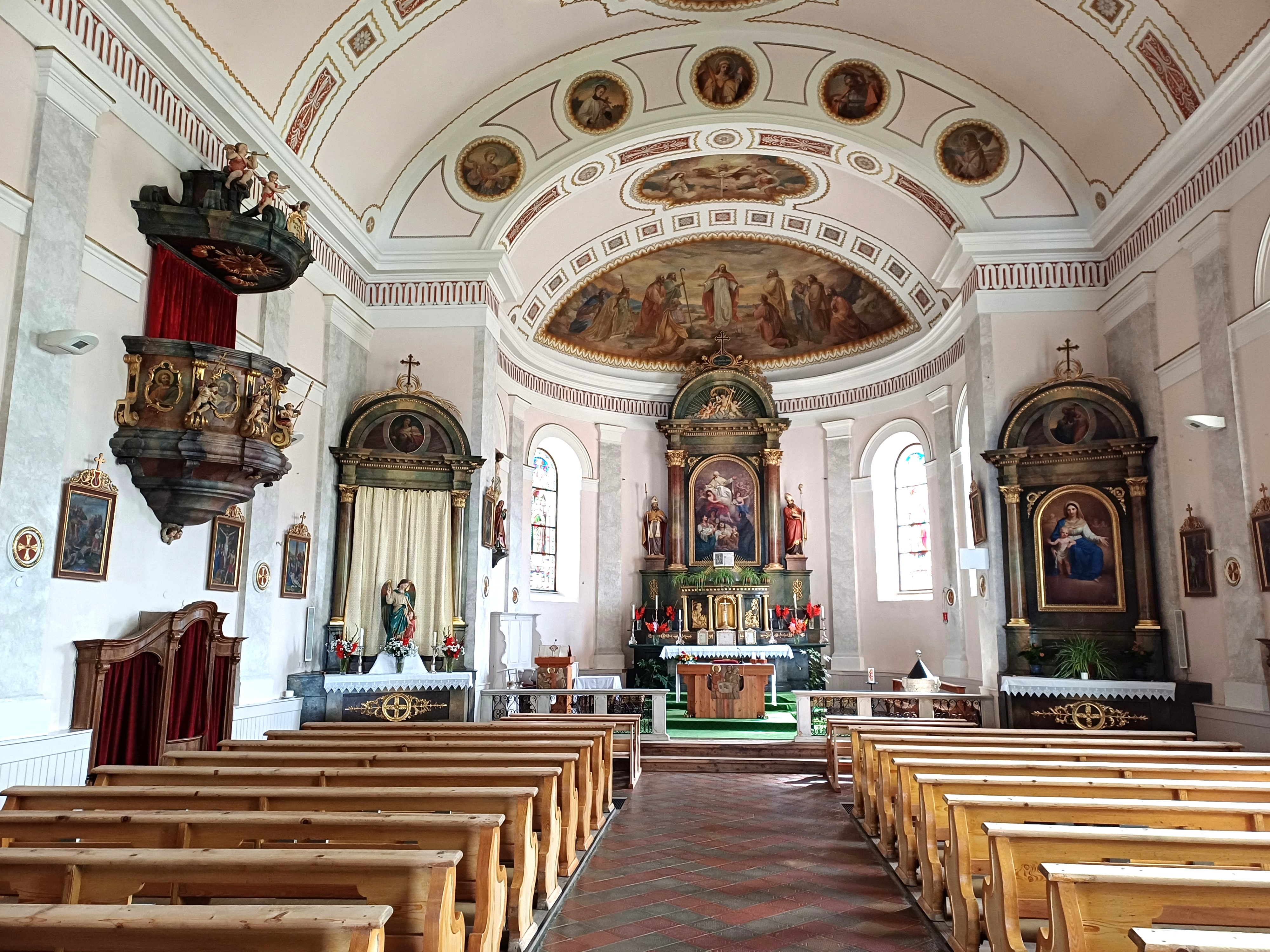
Interno della sala

Il luogo di culto venne edificato durante il periodo dell'Impero austriaco tra gli anni 1825 e 1826 su progetto viennese. Sul sito esisteva già un precedente luogo di culto, una piccola cappella consacrata nel 1140, e per l'occasione il campanile originale venne innalzato di poco perché non vennero trovati i fondi necessari ad un intervento di maggior rilevanza.

## Descrizione
L'edificio sacro è un monumento sottoposto a tutela col numero 15012 della provincia autonoma di Bolzano.

### Esterni
La chiesa di San Valentino si trova a San Valentino alla Muta, frazione di Curon Venosta in Alto Adige. Mostra orientamento tradizionale verso est. La facciata a capanna è asimmetrica e la torre campanaria si alza in posizione arretrata sulla sinistra. Attorno alla chiesa si trova il cimitero della comunità recintato da un basso muretto.

### Interni
La navata interna è unica. L'abside ha base semicircolare. Nella cappella della cripta  vi sono finestre con arco a tutto sesto e la copertura è con volta a botte.